# Ново Село Рок
Ново Село Рок је насељено место у саставу града Чаковца у Међимурској жупанији, Хрватска. До територијалне реорганизације у Хрватској налазило се у саставу старе општине Чаковец.

## Становништво
На попису становништва 2011. године, Ново Село Рок је имало 1.441 становника.

## Попис1991.
На попису становништва 1991. године, насељено место Ново Село Рок је имало 1.443 становника, следећег националног састава:
| Попис 1991.‍   | Попис 1991.‍  | Попис 1991.‍ | Попис 1991.‍ | Попис 1991.‍ |
| ------------- | ------------ | ----------- | ----------- | ----------- |
|               |              |             |             |             |
| Хрвати        | Хрвати       |             | 1.338       | 92,72%      |
| Словенци      | Словенци     |             | 10          | 0,69%       |
| Срби          | Срби         |             | 1           | 0,06%       |
| остали        | остали       |             | 1           | 0,06%       |
| неопредељени  | неопредељени |             | 5           | 0,34%       |
| непознато     | непознато    |             | 88          | 6,09%       |
| укупно: 1.443 |              |             |             |             |